# Aus eines Mannes Mädchenjahren
Aus eines Mannes Mädchenjahren ist die Verfilmung der Biografie der intersexuellen Person Karl M. Baer aus dem Jahr 1919.

## Handlung
Der Stummfilm folgt den Erinnerungen des Autors, welche 1907 als anonymisierte Biografie unter seinem Pseudonym N.O.Body veröffentlicht wurden, wurde aber, dem Geschmack der Zeit folgend, dramatisch überzeichnet.
Ein ohne eindeutiges Geschlecht geborenes Kind wird vom Vater als Junge, später vom Onkel als Mädchen erzogen und nach dem Tod seziert.

## Hintergrund
Die Premiere des Films war am 3. Oktober 1919 im Passage-Theater Unter den Linden in Berlin.

Der Film gilt heute als verschollen.

## Kritik
„Dieses Tagebuch eines Mannes, der bis in die zwanziger Jahre seines Lebens als Mädchen galt, schildert in ergreifenden Bildern das Schicksal eines Doppel geschlechtlichen

Schon im Altertum waren diese Unglücklichen Gegenstand des Denkens und der künstlerischen Gestaltung.“

„Erika Glässner verkörpert den Pseudohermaphroditismus in selbstverleugnender Charakterisierungskunst. Sie stellt den/die unselig Behaftete(n) in spannenden Szenen dar, als armes Menschenkind von unbestimmtem Geschlecht, Szenen, die alle Tragik der sexuellen Zwischenstufe festhalten.“